# 2007年8月28日月食
| 月全食 2007年8月28日                       | 月全食 2007年8月28日 |
| ------------------------------------------ | -------------------- |
| 澳洲新南威爾斯州臥龍崗市於9:48時的月全食   |                      |
| 月球由右至左穿越地球的影子                 |                      |
| 序列(序號和數目)                           | 128 (40/71)          |
| 日期                                       | 2007年8月28日        |
| 持續時間 (時:分:秒)                        |                      |
| 月全食                                     | 1:30:46              |
| 月偏食                                     | 3:32:54              |
| 半影月食                                   | 5:30:18              |
| 接觸                                       |                      |
| 半影食始                                   | 7:52:11 UTC          |
| 偏食始                                     | 8:50:57 UTC          |
| 全食始                                     | 9:52:00 UTC          |
| 食甚                                       | 10:37:22 UTC         |
| 全食終                                     | 11:22:45 UTC         |
| 偏食終                                     | 12:23:50 UTC         |
| 半影食終                                   | 13:22:29 UTC         |
| 顯示月球在寶瓶座的地球影子內每小時的移動。 |                      |

2007年8月的月食發生在2007年8月28日，是一次月全食，也是2007年第二次的月食，第一次是發生在同年3月3日的月全食。該次月全食較為罕見，因該次月球行進路線近於地球本影中心，月食時間將較長，此現象每七年可遇見一次。
 與2000年7月16日月食相比，該次月球以超過12角分經過地球本影，與2000年時的2角分相比，此次月食較為深暗。
 下一次持續時間較長的月全食在2011年6月15日。

## 可見地區
太平洋三大島群（不包括紐幾內亞）、北美西部、澳洲東部、俄羅斯楚科奇半島烏厄達可見該次月食全部過程，在食甚時（10:37:22 UTC），正位於法屬玻里尼西亞之天頂。美洲其餘地區可見到月沒帶食。俄羅斯遠東地區與西伯利亞、東亞、東南亞、部份南亞地區、紐幾內亞、以及澳洲其餘地區可見月出帶食。
| 這張模擬圖顯示在食甚時從月球表面中心點所能看見的地球。 |

### 地圖
本圖上顯示該次可以看見月食的地區。

## 相關的月食

### 太陰年（354天）
這次的月食是只有4個日月食的短期序列。太陰年的序列是相隔12個太陰月或354天（比實際的一年退移約10天）。由於這種日期的移動，地球的影子將會較前面那一年西移約11度。
| 2006年至2009年的月食序列 | 2006年至2009年的月食序列 | 2006年至2009年的月食序列 | 2006年至2009年的月食序列 | 2006年至2009年的月食序列 | 2006年至2009年的月食序列 | 2006年至2009年的月食序列 |
| ------------------------ | ------------------------ | ------------------------ | ------------------------ | ------------------------ | ------------------------ | ------------------------ |
| 降交點                   | 降交點                   | 降交點                   |                          | 升交點                   | 升交點                   | 升交點                   |
| 沙羅                     | 觀測 日期                | 月食 種類                | 沙羅                     | 觀測 日期                | 月食 種類                |                          |
| 113                      | 2006年3月14日            | 半影月食                 | 118                      | 2006年9月7日             | 月偏食                   |                          |
| 123                      | 2007年3月3日             | 月全食                   | 128                      | 2007年8月28日            | 月全食                   |                          |
| 133                      | 2008年2月21日            | 月全食                   | 138                      | 2008年8月16日            | 月偏食                   |                          |
| 143                      | 2009年2月9日             | 半影月食                 | 148                      | 2009年8月6日             | 半影月食                 |                          |
|                          |                          |                          |                          |                          |                          |                          |
| 上一序列                 | 2005年4月24日            | 2005年4月24日            | 上一序列                 | 2005年10月17日           | 2005年10月17日           |                          |
|                          |                          |                          |                          |                          |                          |                          |
| 下一序列                 | 2009年12月31日           | 2009年12月31日           | 下一序列                 | 2009年7月7日             | 2009年7月7日             |                          |

### 默冬章（19年）
默冬章是食的19年週期，與沙羅週期加上一個食年幾乎相同。因為它出現在日曆上相同的日期，因此地球的影子幾乎落在相同的星空背景上。
| 1. 1988年3月3日 – 月偏食 (113) 2. 2007年3月3日 – 月全食 (123) 3. 2026年3月3日 – 月全食 (133) 4. 2045年3月3日 – 半影月食 (143) | 1. 1988年8月27日 – 月偏食 (118) 2. 2007年8月28日 – 月全食 (128) 3. 2026年8月28日 – 月偏食 (138) 4. 2045年8月27日 – 半影月食 (148) |
| | |

### 沙羅序列
這次的食是每18年又11天重複出現的沙羅週期第128序列。 
在128序列的71次月食中有11次月全食。
| 最大的食                                           | 第一次        | 第一次         | 第一次        | 第一次        |
| -------------------------------------------------- | ------------- | -------------- | ------------- | ------------- |
| 序列中最大的時發生在1953年7月26日，至少有108分鐘。 | 半影月食      | 月偏食         | 月全食        | 中心食        |
| 序列中最大的時發生在1953年7月26日，至少有108分鐘。 | 1304年6月18日 | 1430年9月2日   | 1845年5月21日 | 1899年6月23日 |
| 序列中最大的時發生在1953年7月26日，至少有108分鐘。 | 最後一次      |                |               |               |
| 序列中最大的時發生在1953年7月26日，至少有108分鐘。 | 中心食        | 月全食         | 月偏食        | 半影月食      |
| 序列中最大的時發生在1953年7月26日，至少有108分鐘。 | 2007年8月28日 | 2097年10月21日 | 2440年5月17日 | 2566年8月2日  |

| 1917年7月4日   | 1917年7月4日   | 1935年7月16日  | 1935年7月16日  | 1953年7月26日 | 1953年7月26日 |
|                |                |                |                |               |               |
| 1971年8月6日   | 1971年8月6日   | 1989年8月17日  | 1989年8月17日  | 2007年8月28日 | 2007年8月28日 |
|                |                |                |                |               |               |
| 2025年9月7日   | 2025年9月7日   | 2043年9月19日  | 2043年9月19日  | 2061年9月29日 | 2061年9月29日 |
|                |                |                |                |               |               |
| 2079年10月10日 | 2079年10月10日 | 2097年10月21日 | 2097年10月21日 |               |               |
|                |                |                |                |               |               |

## 圖集
| 美國奧勒岡州沿岸的月全食過程 | 澳洲雨燕溪的月全食過程 (3分鐘為一間隔) |

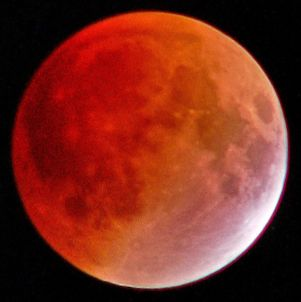
澳洲雪梨的月全食
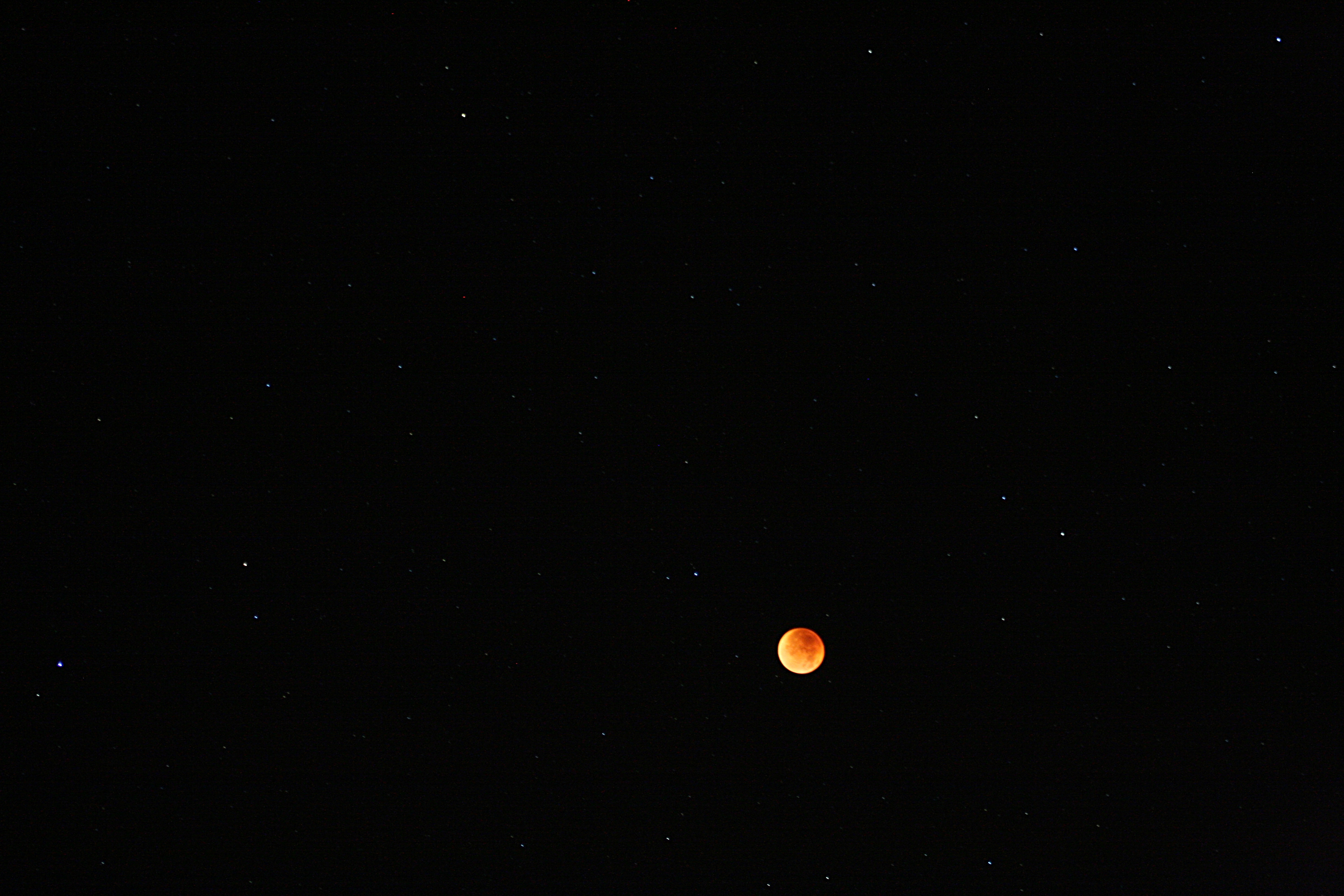
廣角顯示環繞月食的星群。
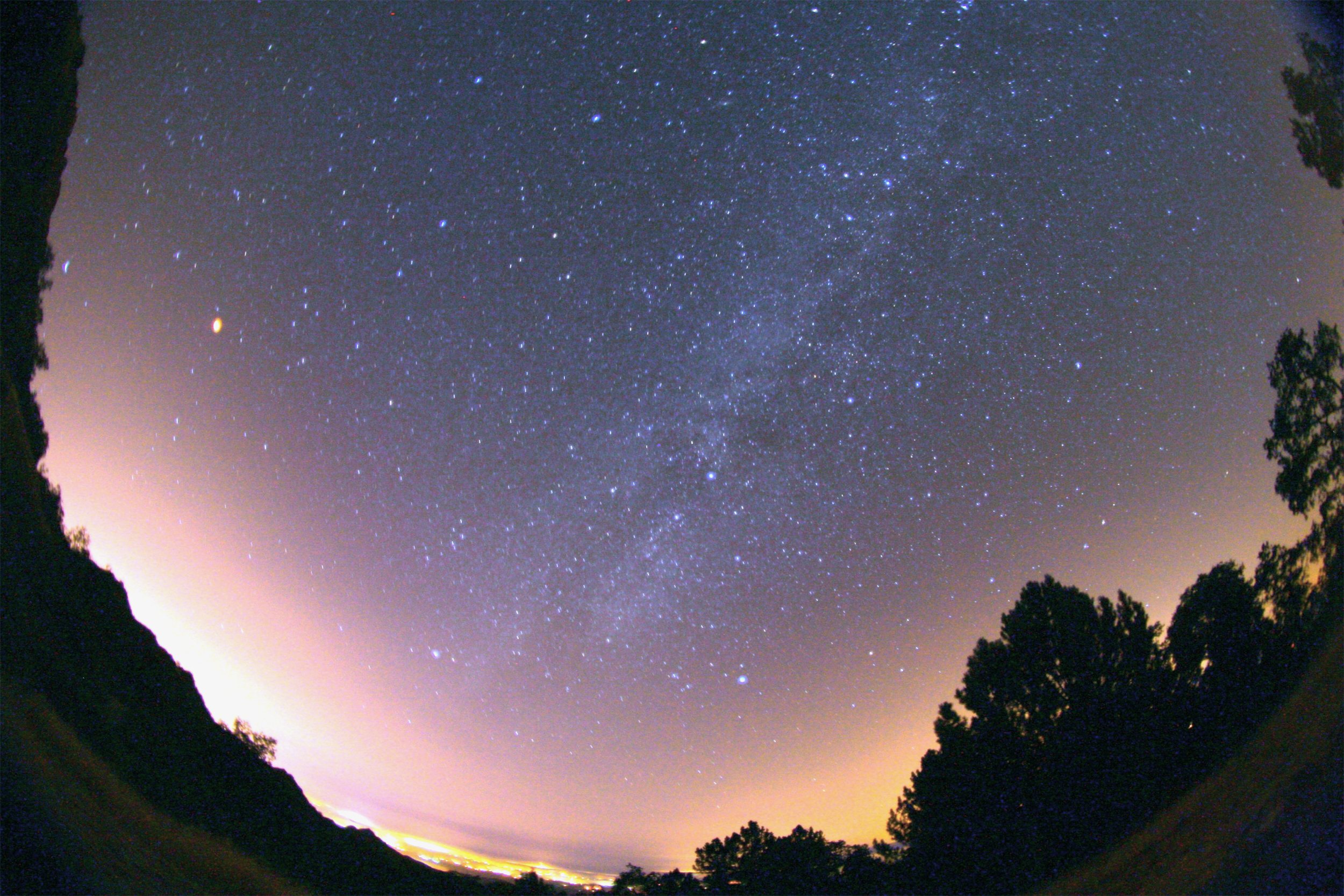
一完整的銀河系（照片正中）環繞在月食（照片左邊）
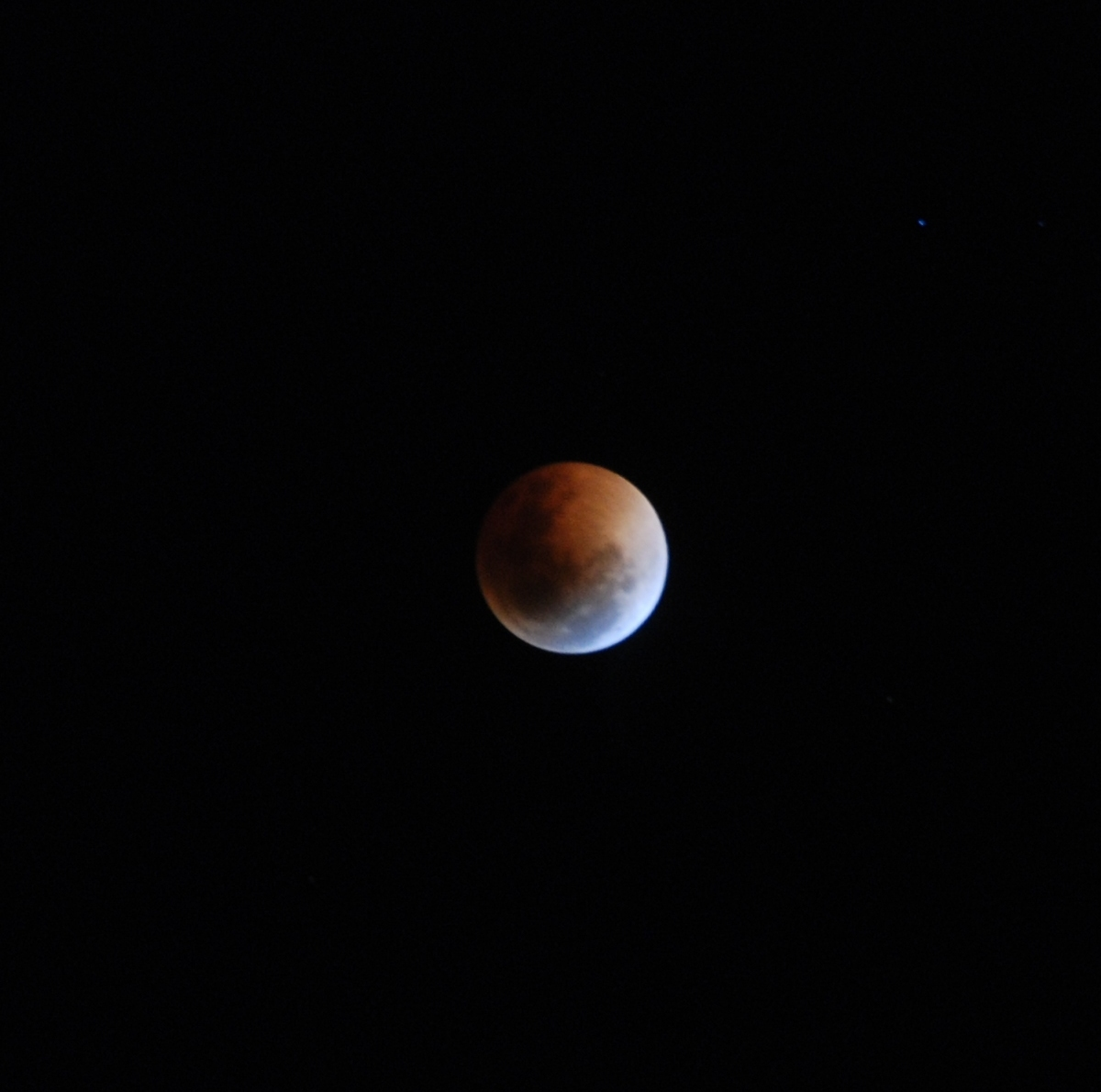
澳洲墨爾本的月全食

## 外部連結
- NASA, Eclipses of 2007（页面存档备份，存于）
  - 2007 Aug 28 chart: Eclipse Predictions by Fred Espenak, NASA/GSFC
  - NASA Saros series 128（页面存档备份，存于）
- Hermit eclipse: Total lunar eclipse: August 28, 2007（页面存档备份，存于）
- Astronomy magazine: August 23, 2007 central total eclipse（页面存档备份，存于）
- 照片
  - APOD: August 30 2007（页面存档备份，存于）
  - Lunar Eclipse Gallery: 28aug07（页面存档备份，存于）
  - Video of eclipse （页面存档备份，存于）Youtube
  - http://www.starrynightphotos.com/moon/lunar_eclipse_august_2007.htm（页面存档备份，存于）
  - https://web.archive.org/web/20151018123445/http://echeng.com/journal/images/misc/echeng-full-lunar-eclipse.jpg